# Bob Anderson (fægter)
Robert James Gilbert Anderson (15. september 1922 i Gosport i Hampshire i England – 1. januar 2012 i West Sussex i England) var en engelsk olympisk fægter, og en kendt spillefilm-kampkoreograf, med en karriere indenfor film der strakte sig over mere end 50 år og omfattede film som Highlander, The Princess Bride, The Lord of the Rings filmtrilogi og Die Another Day. Han ansås for at være mesteren af fægtning i Hollywood, og trænede under sin karriere mange skuespillere i fægtekunsten, deriblandt Errol Flynn, Sean Connery, Antonio Banderas og Johnny Depp. Han optrådte også som stunt double i Darth Vaders lyssværdskampe i Star Wars Episode V: The Empire Strikes Back og Star Wars Episode VI: Return of the Jedi.